# Iwama

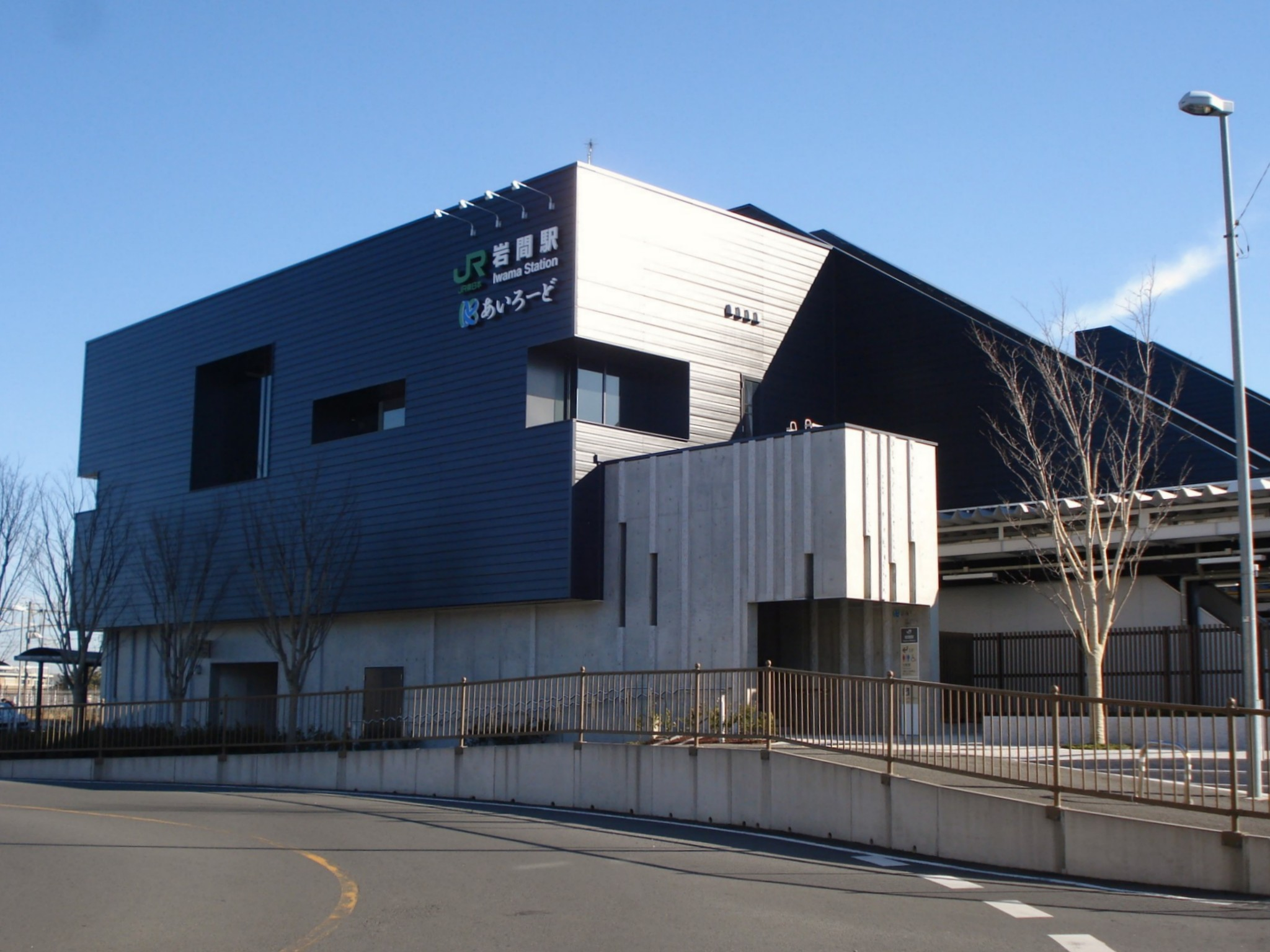
Järnvägsstation i Iwama.

Iwama (japanska 岩間) ligger i Ibaraki prefektur i Japan, ungefär 10 mil nordost om Tokyo. Iwama var administrativt självständigt fram till 19 mars 2006, då orten slogs samman med staden Kasama. Iwama hade 16 588 invånare 2003. Nära Iwama ligger berget Atago, med ett tempel på toppen.
Iwama är välkänt i aikidokretsar för att Morihei Ueshiba, aikidons skapare, slog sig ner i Iwama och bodde där från 1942 till sin död.